# Like Gods of the Sun
Like Gods of the Sun četvrti je studijski album britanskog doom metal-sastava My Dying Bride. Diskografska kuća Peaceville Records objavila ga je 7. listopada 1996. Posljednji je album My Dying Bridea na kojem se pojavio bubnjar Rick Miah, koji je napustio sastav 1997., i klavijaturist Martin Powell.

## O albumu
Za pjesmu For You snimljen je i spot i pojavljuje se na VHS-u i DVD-u For Darkest Eyes.
Pjevač Aaron Stainthorpe mnogo je puta izjavio da mu je ovo najdraži album My Dying Bridea. Pjesma A Kiss To Remember postala je stalna na setlisti sastava.
Japansko i ograničeno digipak izdanje albuma sadrži bonus remix It Will Come (Nightmare Mix). Ova pjesma pojavila se na reizdanju albuma iz 2003. uz dodatni remix pjesme Grace Unhearing, označene kao Portishell Mix. Pjesma je tako nazvana jer je Stainthorpe u to vrijeme bio veliki obožavatelj britanskog sastava Portishead. Sastav će kasnije izvesti obradu Portisheadove pjesme Roads za obljetničku kompilaciju Peaceville Recordsa Peaceville X. Autor naslovnice je Andy Green.
U listopadu 2011. dobio je zlatnu certifikaciju od Udruge nezavisnih glazbenih kompanija koja je označavala prodaju od najmanje 75 000 primjeraka diljem Europe.

## Popis pjesama
| 1.    | »Like Gods of the Sun« | 5:41 |
| 2.    | »The Dark Caress«      | 5:58 |
| 3.    | »Grace Unhearing«      | 7:19 |
| 4.    | »A Kiss to Remember«   | 7:31 |
| 5.    | »All Swept Away«       | 4:17 |
| 6.    | »For You«              | 6:37 |
| 7.    | »It Will Come«         | 4:28 |
| 8.    | »Here in the Throat«   | 6:21 |
| 9.    | »For My Fallen Angel«  | 5:55 |
| 54:07 |                        |      |

| Bonus pjesme | Bonus pjesme                       | Bonus pjesme | Bonus pjesme | Bonus pjesme | Bonus pjesme | Bonus pjesme | Bonus pjesme | Bonus pjesme | Bonus pjesme |
| Br.          | Skladba                            | Trajanje     |              |              |              |              |              |              |              |
| ------------ | ---------------------------------- | ------------ | ------------ | ------------ | ------------ | ------------ | ------------ | ------------ | ------------ |
| 10.          | »It Will Come (Nightmare Mix)«     | 5:36         |              |              |              |              |              |              |              |
| 11.          | »Grace Unhearing (Portishell Mix)« | 7:05         |              |              |              |              |              |              |              |
| 66:48        |                                    |              |              |              |              |              |              |              |              |

## Zasluge
| My Dying Bride - Aaron Stainthorpe – vokal - Andrew Craighan – gitara, produkcija - Calvin Robertshaw – gitara, produkcija - Ade Jackson – bas-gitara - Martin Powell – klavijature, violina - Rick Miah – bubnjevi | Ostalo osoblje - Gade Mera – umjetnički smjer - Mags – produkcija, inženjer zvuka - Kevin Rose – umjetnički smjer - Andy Green – grafički dizajn |